# کلاه جن‌زده
کلاه جن‌زده (انگلیسی: The Haunted Hat) یک فیلم کمدی صامت کوتاه به کارگردانی ویلارد لوئیس است که در سال ۱۹۱۵ منتشر شد. از بازیگران این فیلم می‌توان به اولیور هاردی اشاره کرد.